# ستاتزيرورن
ستاتزيرورن (بالإنجليزية: Stätzerhorn)‏ هو أحد جبال سلسلة جبال الألب بليسور ويقع في كانتون غراوبوندن في سويسرا. يحتل المرتبة رقم 308 في قائمة جبال سويسرا من حيث الارتفاع، إذ يبلغ ارتفاعه حوالي 2575 متر، بينما يبلغ ارتفاع نتوء الجبل 1028 متر.